# ریسور (شهرک)
ریسور (به لاتین: Risør) یک شهرک در نروژ است که در منطقه نروژ جنوبی واقع شده‌است. ریسور ۲٫۹۳ کیلومتر مربع مساحت و ۴٬۶۲۶ نفر جمعیت دارد و ۲۱ متر بالاتر از سطح دریا واقع شده‌است.

## نگارخانه

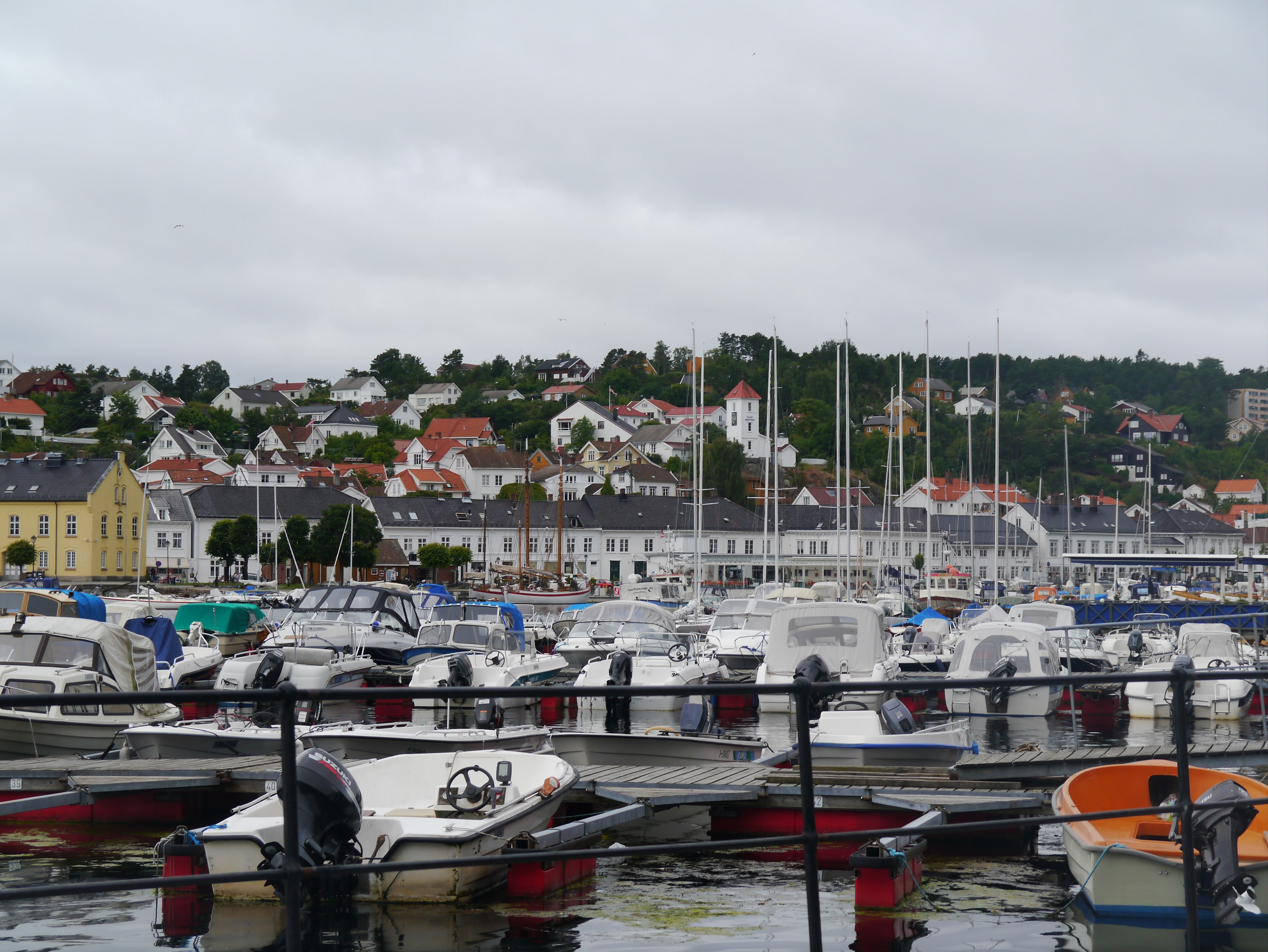
Harbour
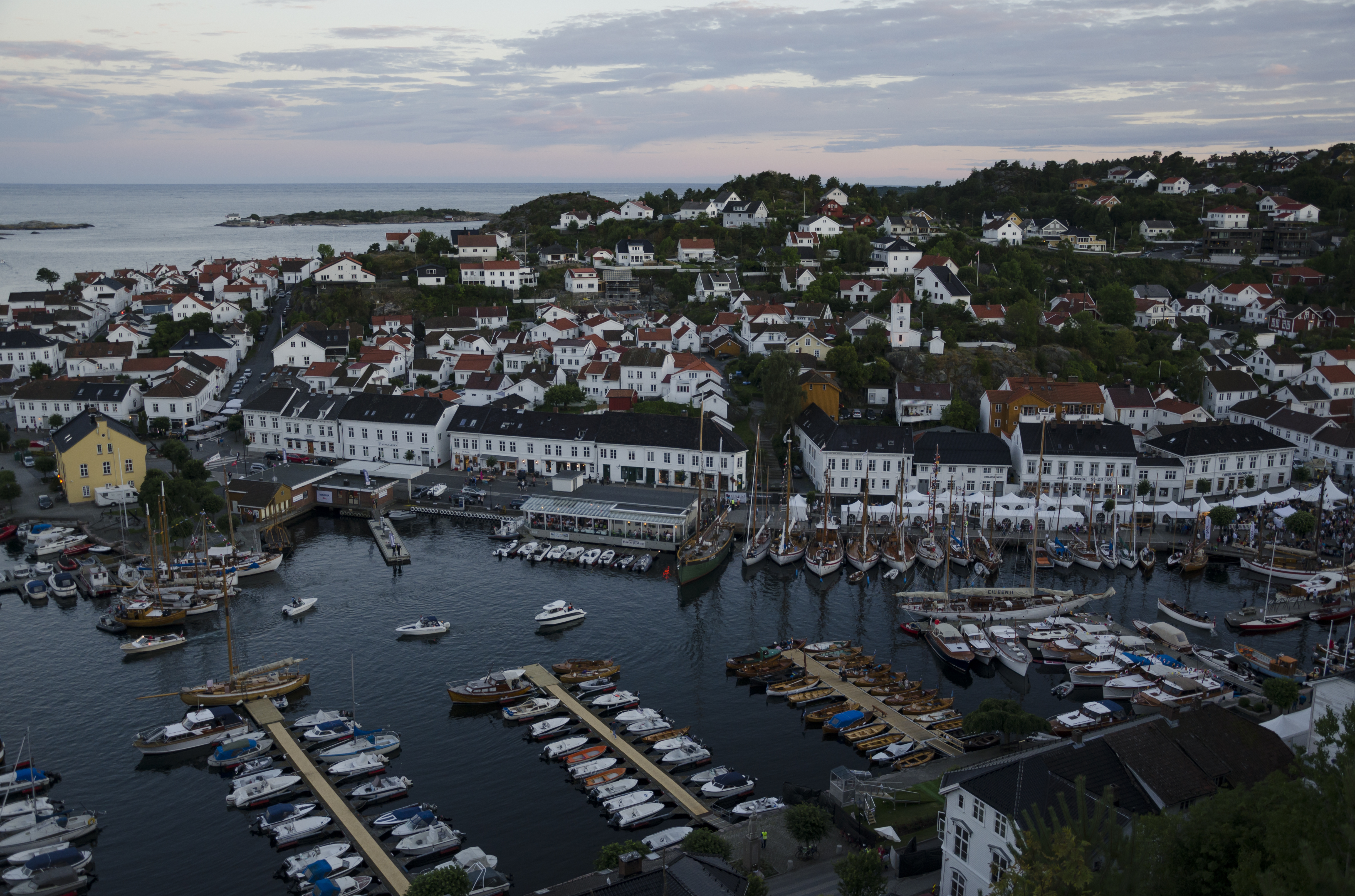
Looking inland past the harbour
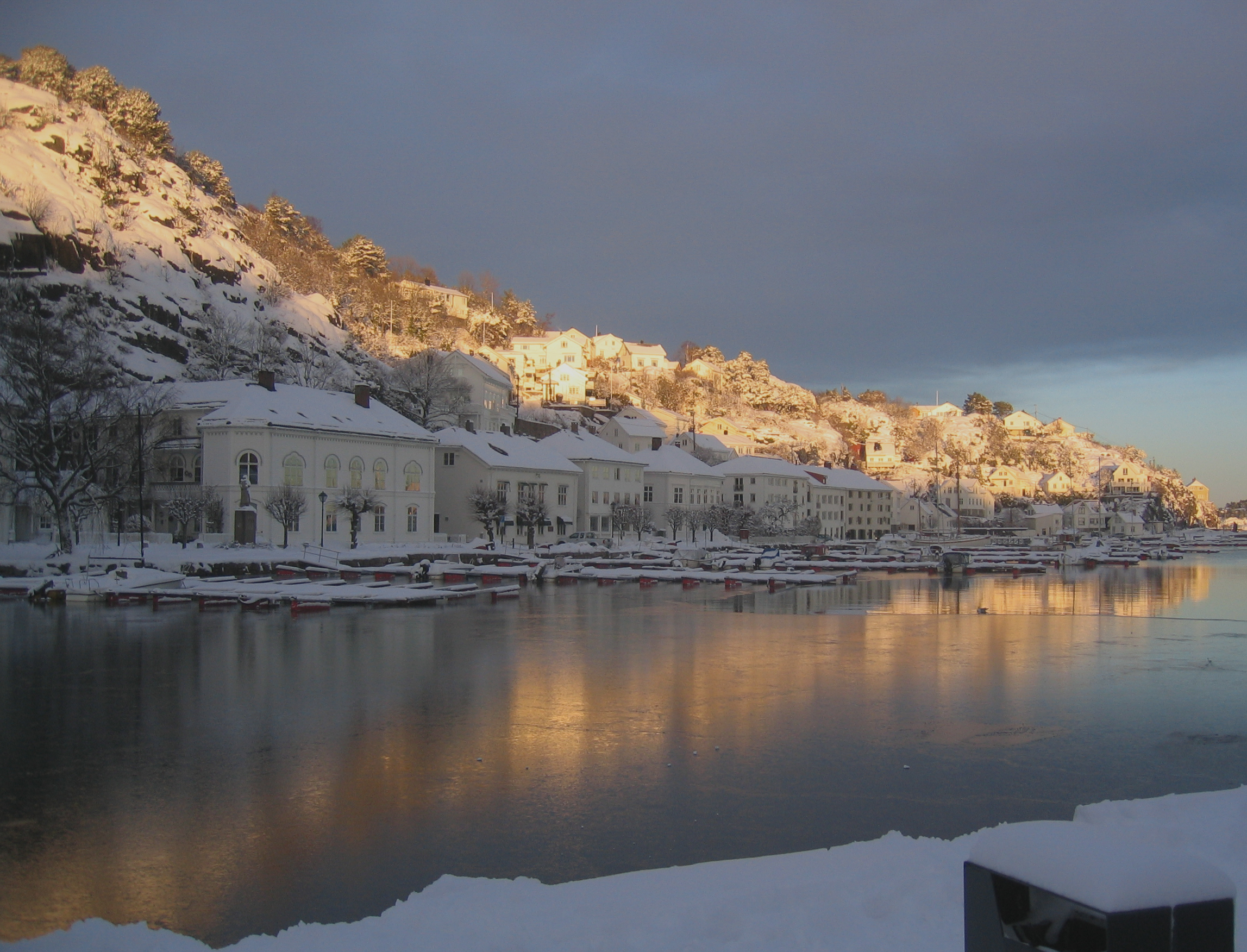
Winter view
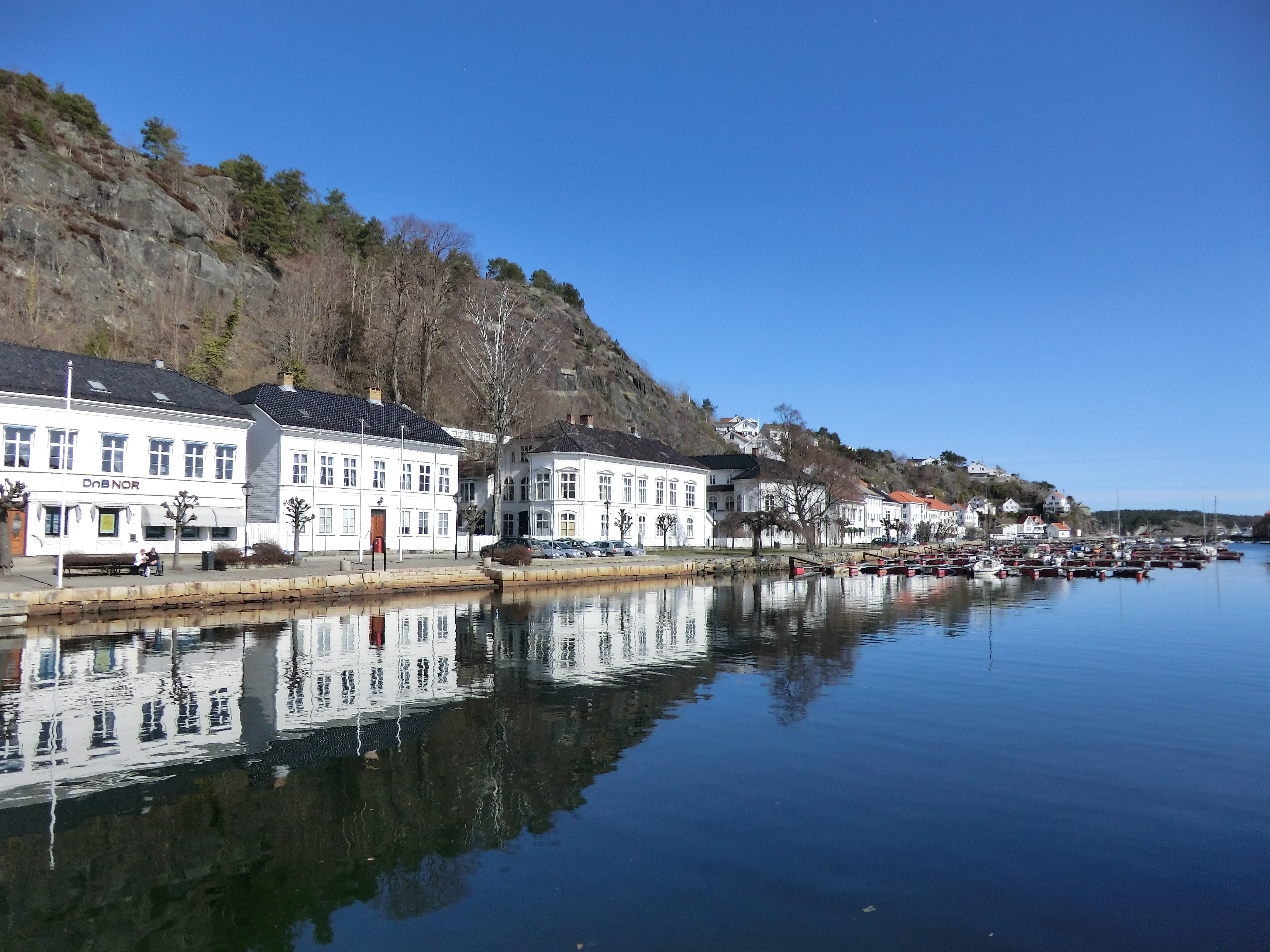
Cliffs of Risør
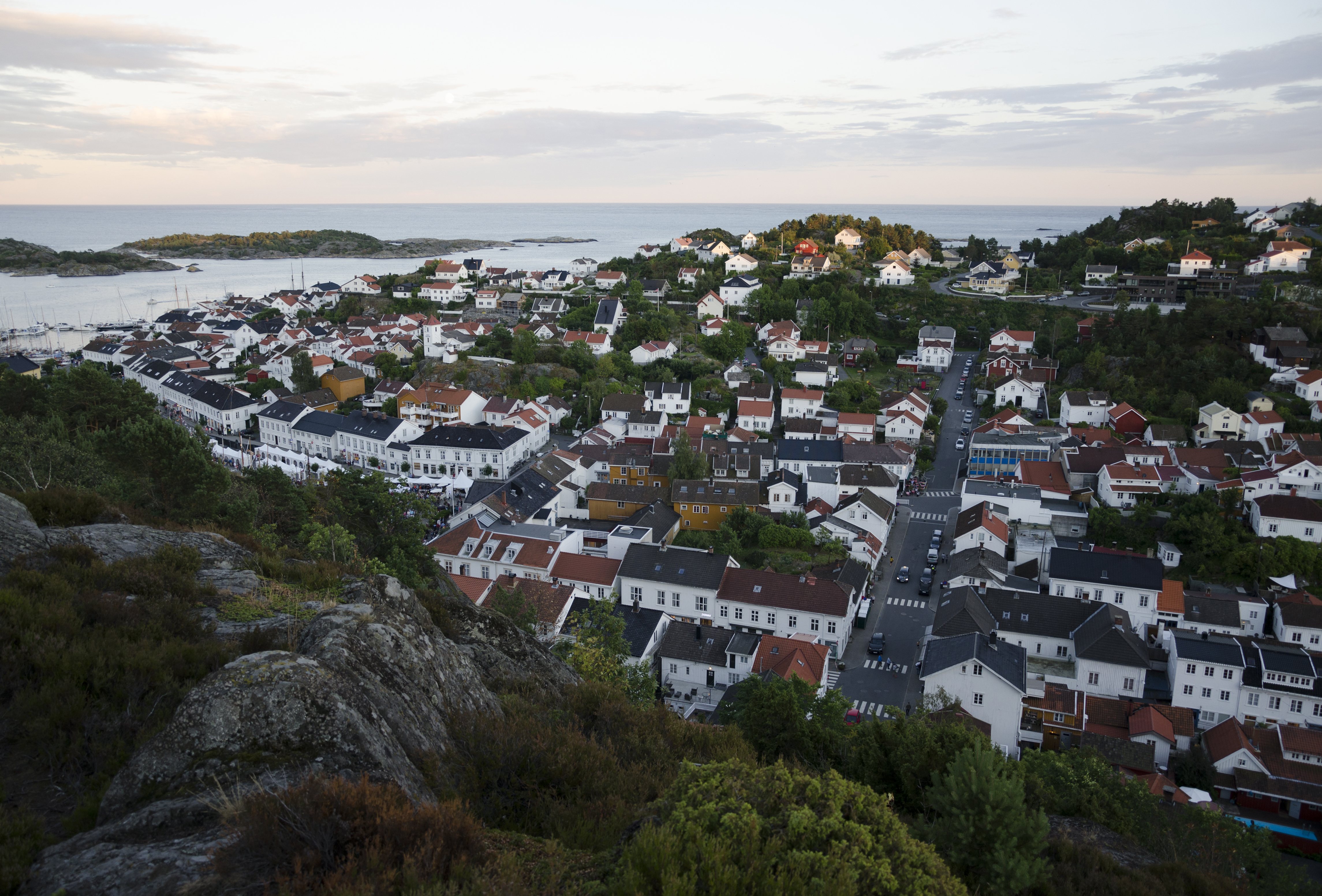
Looking towards the sea
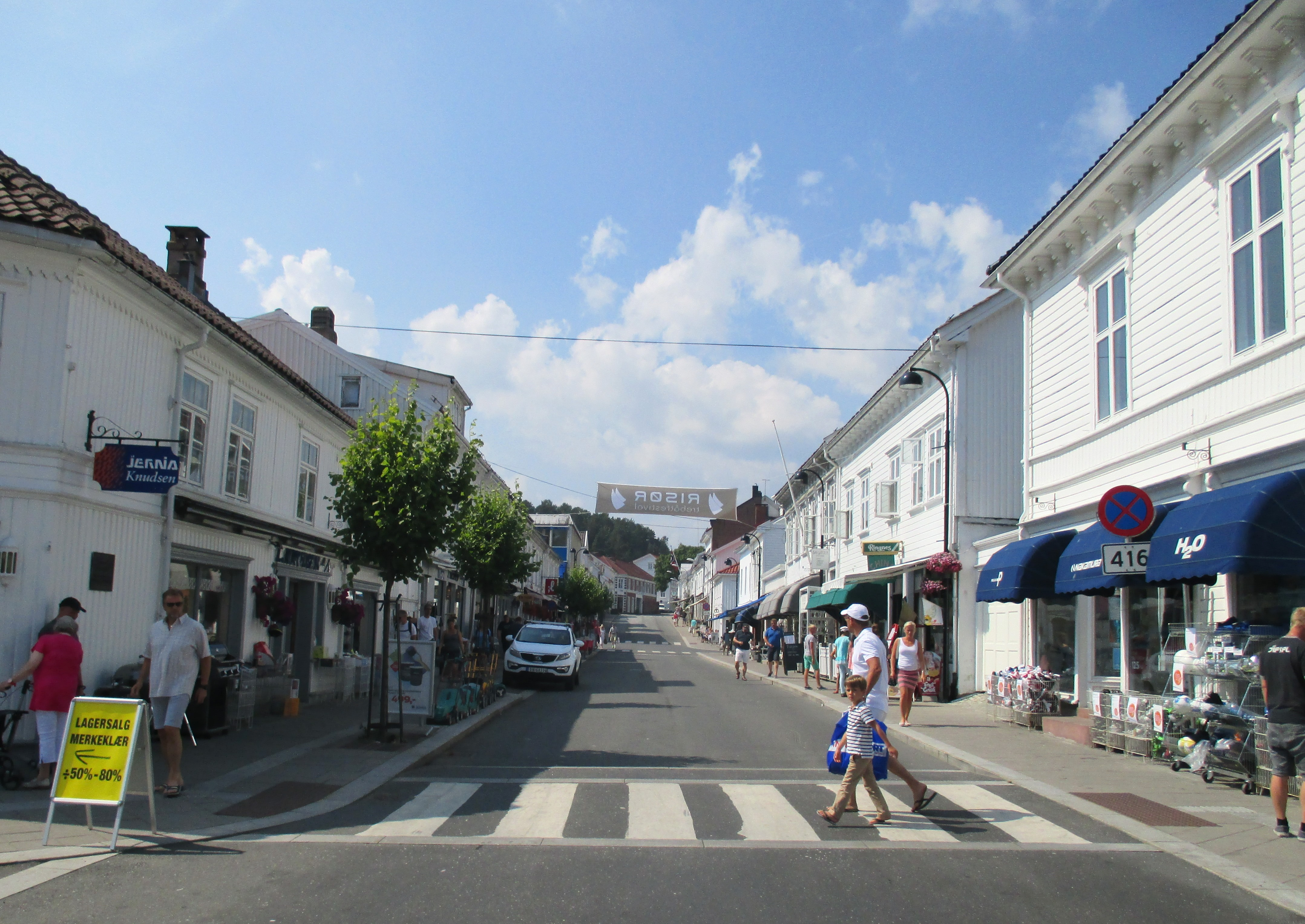
Road through Risør
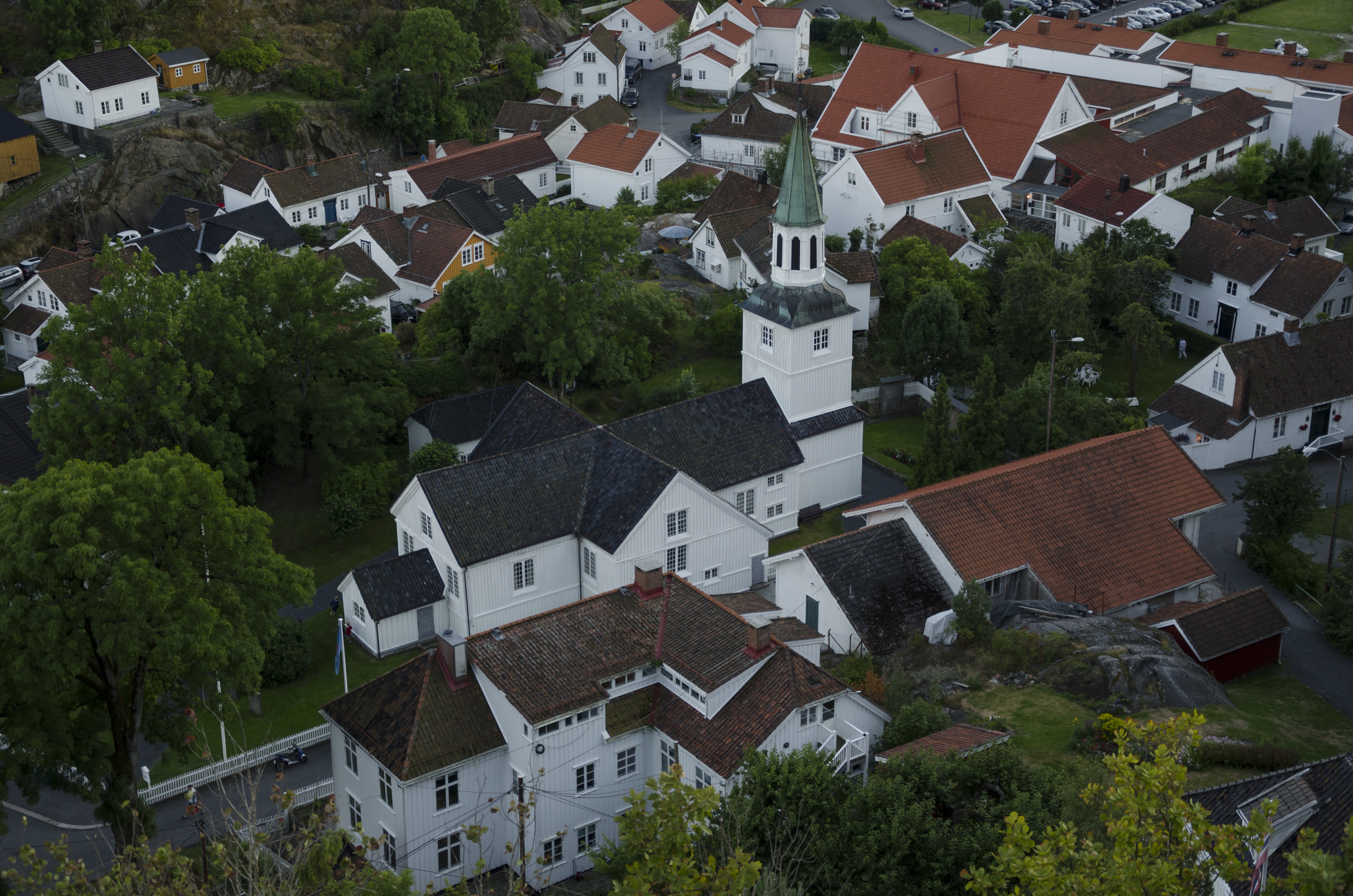
View of Risør Church from 1647